# فرودگاه صحرایی لاشام
فرودگاه صحرایی لاشام (به انگلیسی: Lasham Airfield) یک فرودگاه خصوصی با کد یاتا QLA است که یک باند فرود آسفالت دارد و طول باند آن ۱۷۹۷ متر است. این فرودگاه در کشور انگلستان قرار دارد و در ارتفاع ۱۸۸ متری از سطح دریا واقع شده است.